# Романтическая комедия
Романтическая комедия — поджанр кинокомедии, кусочка жизни и романтического кино, основанный на беззаботных, юмористических сюжетных линиях, развивающий романтические идеи, такие, как настоящая любовь, которая способна преодолеть все препятствия.
Романтические комедийные фильмы — это особый вид комедии, который может включать элементы остросюжетного кино. Однако романтическая комедия классифицируется как фильм, соединяющий  два жанра, а не принадлежащий к одному новому жанру. Некоторые телесериалы также можно классифицировать как романтические комедии.
В типичной романтической комедии двое влюблённых, как правило, молоды, симпатичны и, казалось бы, созданы друг для друга, но они разделены некоторыми сложными обстоятельствами (например, классовыми различиями, вмешательством родителей, предыдущей девушкой или парнем), пока, преодолев все препятствия, они, наконец, не соединяются. Для такого рода фильмов типичен счастливый конец в духе сказки..

## Описание
В то время как два главных героя разделены, один или оба они обычно понимают, что любят другого человека. Затем одна сторона прилагает экстравагантные усилия (иногда называемые грандиозным жестом), чтобы найти другого человека и признаться в любви. Это не всегда так, иногда происходит удивительная случайная встреча, когда они снова встречаются. Или кто-то планирует сладкий романтический жест, чтобы показать, что им всё ещё не всё равно. Затем, возможно, с некоторыми комическими трениями или неловкостью, они признаются друг другу в любви, и фильм заканчивается на позитивной ноте. Несмотря на то, что подразумевается, что они живут долго и счастливо, в фильме не всегда указывается, каким будет этот счастливый конец. Паре не обязательно выходить замуж или даже жить вместе, чтобы она была «счастливой навсегда». Конец романтической комедии призван подтвердить первостепенное значение любовных отношений в жизни главных героев, даже если они расстаются (например, «Влюбленный Шекспир», «Римские каникулы»). Большую часть времени концовка даёт зрителям ощущение, что если это настоящая любовь, она всегда будет преобладать независимо от того, что бросается на пути.

## История
Комедии со времен Древней Греции часто включали сексуальные или социальные элементы.
«Оксфордский словарь литературных терминов» определяет романтическую комедию как «общий термин для комедий, которые касаются в основном глупости и недоразумений молодых влюбленных, беззаботным и счастливо завершенным образом, который обычно избегает серьезной сатиры». В этой ссылке говорится, что «самыми известными примерами являются комедии Шекспира конца 1590-х годов, «Сон в летнюю ночь», «Двенадцатая ночь» и «Как вам это понравится» — самые чисто романтичные, в то время как «Много шума из ничего» приближается к комедии нравов, а «Венецианский купец» ближе к трагикомедии.
Однако только после создания романтической любви в западноевропейский средневековый период «романтика» стала относиться к ситуациям «романтической любви», а не к героическим приключениям средневековой романтики. Эти приключения, однако, часто вращались вокруг рыцарских подвигов от имени дамы, и поэтому современные темы любви были быстро вплетены в них, как в романе Кретьена де Труа «Рыцарь телеги, или Ланселот». 

## Эволюция и поджанры

### Изменение гендерных ролей
Некоторые романтические комедии используют разворот гендерных ролей, чтобы добавить комедийный эффект. Эти фильмы содержат персонажей, обладающие качествами, которые отличаются от гендерной роли, которую общество наложило на них, как видно из фильма «В пролёте», в которой главный герой-мужчина особенно связан со своими эмоциями, и «Друг невесты», в котором подружки невесты показаны в негативном и несколько мужском свете, чтобы улучшить симпатию главной мужской роли.

## Эффекты романтических комедий

### О сегодняшнем обществе
С ростом числа романтических комедийных фильмов произошли очевидные изменения в том, как общество относится к романтике. Исследователи  спрашивают, препятствуют ли романы, проецируемые в романтических комедиях, истинной любви в реальной жизни. Увеличение использования технологий также привело к тому, что общество проводило много времени, занимаясь опосредованной реальностью, и меньше времени друг с другом. Несмотря на то, что исследователи только начали исследовать влияние романтических комедийных фильмов на человеческую романтику, немногие проведенные исследования уже показали корреляцию между романтическими комедиями и любовным заблуждением. Романтические комедии очень популярны. Они изображают отношения, которые, по мнению некоторых ученых, влияют на то, как люди смотрят на отношения за пределами этого виртуального мира.

### Иллюзия любви
В прошлом любовь не всегда была реальной причиной того, что люди собираются вместе. В некоторых культурах браки по договоренности были обычным явлением для присоединения и распространения кастовых систем или для присоединения к королевствам. Сегодня любовь - это корень всей романтики, и она переоценивается в этих фильмах. Он говорит зрителям, что любовь побеждает всех и в конечном итоге принесет бесконечное счастье, которое редко зависит от каких-либо конфликтов. Когда люди не испытывают романтики, изображенной в этих фильмах, они часто задаются вопросом, что они делают не так. Хотя люди должны уметь видеть разницу между чрезмерно романтизированной любовью и любовью реалистичной, они часто постоянно пытаются повторить истории, которые они видят на экране. Хотя большинство знает, что идея идеальных отношений нереальна, некоторые представления о любви находятся под сильным влиянием изображения в средствах массовой информации.